# Robin (photographe)
Pour les articles homonymes, voir Robin et François.
Robin, de son vrai nom Robin François, est un photographe français, reconnu  pour ses portraits de célébrités du monde de la musique, du cinéma, de l’esthétique corporelle et des territoires.

## Biographie
Robin commence sa carrière au début des années 1990 en conjuguant son amour de la musique et sa passion pour la photographie : Depeche mode, Suede, Radiohead, Placebo ou encore Iggy Pop lui font confiance et stimulent sa carrière. Il devient en 1992 le photographe officiel des mythiques Black Sessions de Bernard Lenoir diffusées sur France Inter et crée le logo de l'émission. Son premier projet personnel Anges et Démons (1995) est retenu pour la double couverture de Noël du New Musical Express avec Blur et Oasis.
Il photographie par la suite la plupart des artistes marquants des années 2000 : Adele, Amy Winehouse, Arctic Monkeys, Coldplay, Gossip, Robbie Williams, The Killers, The White Stripes et d'autres stars internationales. Il réalise également les pochettes de disques : Mylène Farmer, Cali, Duffy, Thierry Amiel, Henri Salvador, Roberto Alagna, Daniel Auteuil, Jacques Dutronc et des couvertures de livres : Léonard Cohen, Brigitte Fontaine, Pascal Nègre.
En 2003, Robin est contacté par l’hôtel de Crillon pour moderniser l’image du palace parisien. Au-delà des photos promotionnelles, il réalise de grands tirages de la Place de la Concorde qui orneront les suites. D’autres hôtels s’attachent ses services : le Palais Rhoul à Marrakech, le Westin sur la place Vendôme ou les lodges Volcanoes Safaris, spécialisés dans l’observation des gorilles au Rwanda et l’Ouganda.
En 2004, nouvelle série photographique Lift’in : les artistes invités à l’émission musicale "L’Album de la Semaine" sur Canal+ posent dans un même lieu (un monte-charge), sous la même lumière en une minute chrono. Résultat : 150 clichés surprenants, dévoilant la personnalité de chacun, et trois expositions successives (2005-2009).
En 2005, à la Somerset House de Londres, Robin présente pour la première fois Saint Sébastien, son projet le plus impliquant auquel participent plusieurs personnalités dont Agnès B., Thierry Henry, Youssou N'Dour, Chris Martin, Jane Birkin. Ce martyr percé de flèches symbolise pour le photographe une mise en lumière de la prévention et lutte contre le sida et autres pandémies contemporaines. Cette nouvelle série évoluera avec des « inconnus », profanes de toute célébrité, alors rebaptisée « Saint Sébastien, le corps triomphant ». En collaboration avec le musée de Crépy-en-Valois, Robin « provoque un dialogue fécond entre des photos de sculptures médiévales et Renaissance représentant le martyr du saint et des clichés de jeunes hommes d’aujourd’hui ». Une première exposition est présentée au Musée de l’Archerie et du Valois (d’où proviennent les sculptures captées par le photographe) lors de l’été 2008. Daniel Darc préface le catalogue d’exposition. Agrémenté de nouveaux portraits, ce travail est présenté à Bruxelles en 2011, puis à Paris en 2014 et à Arles en 2019.
En 2011, Jean Paul Gaultier convie Robin à photographier les coulisses de ses défilés. Le monde de la mode s'ouvre à lui et de nouvelles personnalités intègrent son portfolio : Andreja Pejic, Simon Nessman, Jean-Paul Lespagnard. Cette même année il réalise la photo pour l’affiche de la comédie musicale Dracula, l'amour plus fort que la mort.

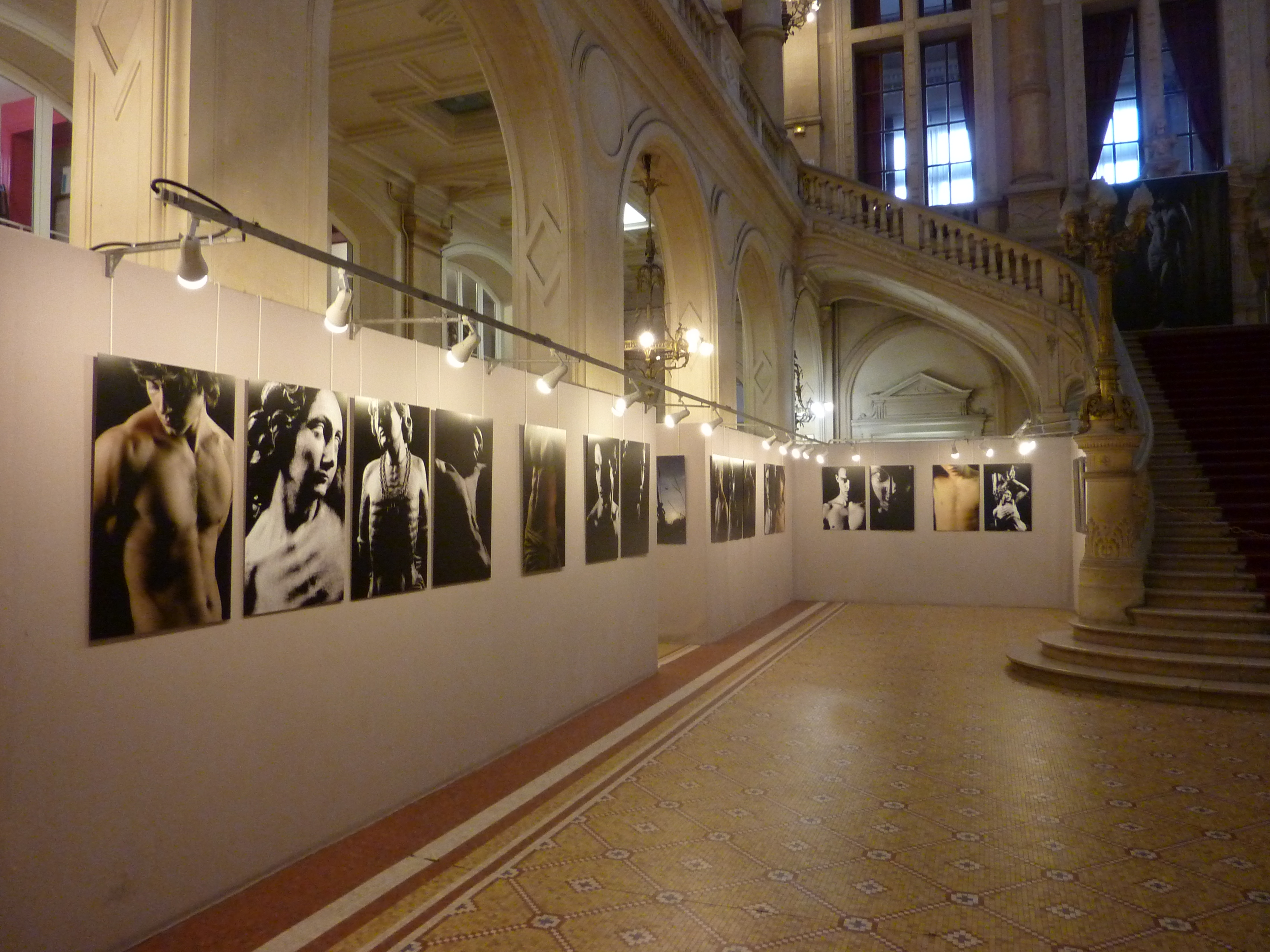
Exposition « Saint Sébastien, le Corps Triomphant III » à la mairie du 10e arrondissement de Paris

En 2012, Make Up For Ever fait appel à ses services pour illustrer les trente ans de la marque de cosmétiques, qui lui confie ensuite la campagne mondiale Nouveaux Pinceaux. Parallèlement, une autre Maison du groupe LVMH, Hennessy, l’envoie à São Paulo et Cognac pour un livre collector scellant une collaboration avec les célèbres graffeurs brésiliens Os Gêmeos. Retour à la musique, Robin conçoit pour les Vieilles Charrues le projet « One Word, One Picture » : un thème participatif entre artistes et festivaliers, et présentation des portraits sur les écrans géants.
En 2015, invité par l’Institut français de Moscou, Robin présente « Musicographie », nouvelle exposition dédiée à la scène musicale francophone. Grâce à une cinquantaine de portraits, le public moscovite découvre non seulement de grands noms mais aussi des artistes émergents, tels que Jeanne Added ou Rone.
Dans le cadre de Paris Plages 2016, l’exposition en grand format « Les Planches » se tient sur la voie Georges-Pompidou occupant l’espace entre le pont au Change et le pont Notre-Dame. Nouvelle série réalisée pendant 6 ans à Cayeux-sur-Mer, sur le plus long chemin de planches d’Europe : « Une poésie iodée pour Petits et Grands où respire l’imaginaire, force de l’émotion du détail dans cette accumulation d’instantanés où chaque anonyme devient témoin, acteur ».
2018, retour à la mode avec « Haute-Dentelle » : un éclairage inédit sur les usages ultra-contemporains de la dentelle dans la haute couture. Exposition à la Cité de la dentelle et de la mode et catalogue aux éditions Snoeck. Un an plus tard « Haute Dentelle « s’exporte au Textielmuseum de Tilbourg, aux Pays-Bas, et devient « The Art of Lace ».  
En mai 2019, Robin est l’invité d’honneur du Festival Européen de Photo de Nu à Arles : il présente au Palais de l’Archevêché le 4ème chapitre de « Saint Sébastien, le corps triomphant ». A noter, en 19 ans d’existence, un modèle masculin illustre l’affiche du festival, une première. 
2021, de retour en Baie de Somme, Robin parcourt la plage à marée basse pour y photographier « Les Balnéaires » :  des images au flou volontaire, rappelant les souvenirs d’enfance. Le groupe Blankass choisira l’un des clichés de cette série pour la pochette de leur album « Si possible heureux » (2023). Parallèlement il se lance dans un autre projet personnel dédié au Père Lachaise : renouant avec l’art statuaire historique, le photographe réalise un travail mettant en lumière le patrimoine du célèbre cimetière parisien.
En 2023 le photographe réalise les portraits de Daniel Auteuil, pour son album : « Si tu as peur, n’aies pas peur de l’amour » et accompagne Mylène Farmer dans sa tournée des stades Nevermore (presque 20 ans après leur première collaboration).

## Expositions personnelles

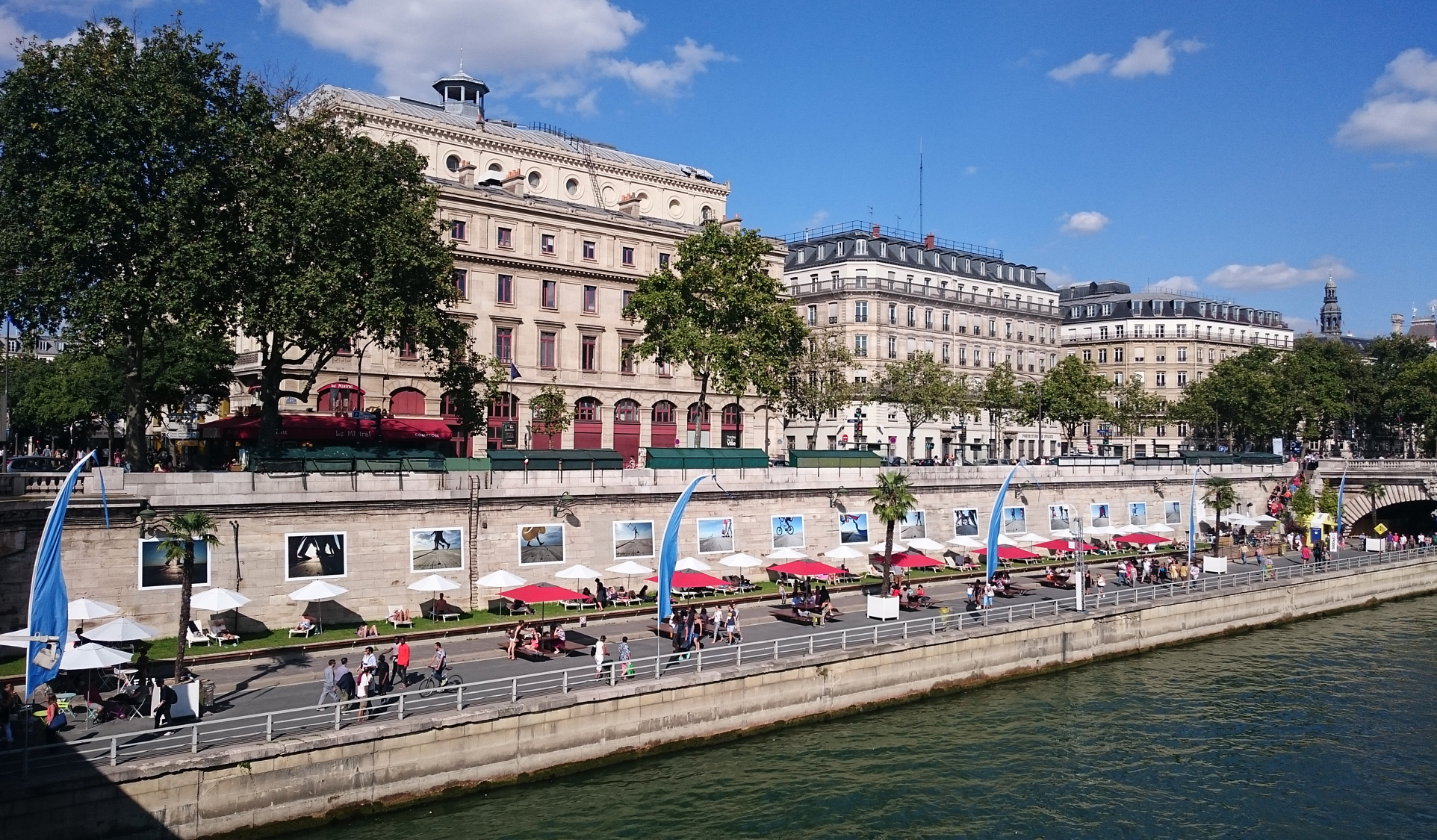
Exposition « Les Planches » dans le cadre de Paris Plages 2016

- 2023 « Masculinité(s) », La Maison des Photographes - UPP, Paris[9]
- 2021 « Les Balnéaires », deux expositions au Lieu Noir, Saint-Valery-sur-Somme et aux Tourelles, le Crotoy[10]
- 2019 « Masculinité(s) », Festival Voies Off, Arles[11]
- 2019 « Saint Sébastien, le Corps Triomphant IV », Festival européen de la photo de nu, Palais de l’Archevéché, Arles[12]
- 2017 « Radiohead - 20 ans de OK Computer », Fnac Ternes, Paris[13]
- 2016 « Les Planches », Voie Georges-Pompidou, Paris-Plages[14]
- 2015 « Musicographie», Institut Français, Moscou[15]
- 2014 : « Saint Sébastien, le Corps Triomphant III », Mairie du 10e arrondissement de Paris[16]
- 2011-2012 : « Saint Sébastien, le Corps Triomphant II », Sofitel Brussels Le Louise, Bruxelles[17],[18]
- 2011-2012 : « Biographic », Sofitel Brussels Le Louise, Bruxelles[19]
- 2009 : « Lift’in II », Rock en Seine, Paris
- 2009 : « Henri Salvador, l'Homme de l'Année », Espace Miramar, Cannes[20]
- 2008 : « Saint Sébastien, le corps triomphant », Musée de l’Archerie et du Valois, Crépy
- 2005 : « Saint Sébastien Revisited », Somerset House, Londres
- 2005 : « Lift’in », Espace Lumière, Paris
- 2005 : « Lift’in », Fnac Forum, Paris
- 1998 : « Blur », Virgin Megastore, Paris
- 1998 : « Blur », Virgin Megastore, Marseille
- 1997 : « Les Couronnes du Bleu », Fnac Bastille, Paris
- 1996 : « Anges et Démons », Fnac Montparnasse, Paris
- 1994 : « Black Sessions », Fnac Italiens, Paris